# Samsung Galaxy Chat
Samsung Galaxy Chat – smartfon firmy Samsung. Zaprezentowany został 5 lipca 2012 roku. Jest to drugi smartfon Samsunga z nakładką TouchWiz UX Nature. Posiada klawiaturę QWERTY. Samsung planuje wydanie tego modelu także w wersji z LTE.